# Фридрих Лудвиг Кристиан (Золмс-Лаубах)
Фридрих Лудвиг Кристиан фон Золмс-Лаубах (на немски: Friedrich Ludwig Christian zu Solms-Laubach; * 29 август 1769, Лаубах; † 24 февруари 1822, Кьолн) е граф на Золмс-Лаубах. Член е на имперския дворцов съвет във Виена, по-късно пруски чиновник. Той е първият главен президент на провинцията Юлих-Клеве-Берг.

## Биография
Той е син на граф Георг Август Вилхелм фон Золмс-Лаубах (1743 – 1772) и съпругата му принцеса Елизабет Шарлота Фердинанда Луиза фон Изенбург-Бюдинген-Бирщайн (1753 – 1829), дъщеря на принц Фридрих Ернст фон Изенбург-Бюдинген (1709 – 1784) и графиня Луиза Шарлотта фон Изенбург-Бюдинген-Филипсайх-Офенбах (1715 – 1793). Сестра му Филипина Шарлота София (1771 – 1807) се омъжва на 28 август 1789 в Лаубах за граф Фолрат Фридрих фон Золмс-Рьоделхайм-Асенхайм († 1818).
След ранната смърт на баща му през 1772 г. Фридрих Лудвиг Кристиан първо е под опекунството на майка му. През 1786 – 1789 г. той следва право в университета в Гисен. През 1790 г. участва в избора на импераор Леополд II във Франкфурт на Майн и от 1791 до 1797 г. е имперски дворцов съветник във Виена.
Фридрих Лудвиг Кристиан фон Золмс-Лаубах умира на 24 февруари 1822 г. в Кьолн на 52 години и е погребан в Лаубах.

## Фамилия
Фридрих Лудвиг Кристиан се жени на 27 ноември 1797 г. в дворец Айбах при Гайслинген за графиня София Хенриета фон Дегенфелд-Шонбург (* 23 декември 1776, Щутгарт; † 26 януари 1847, Лаубах), дъщеря на граф Август Кристоф фон Дегенфелд-Шонбург (1730 – 1814) и Хелена Елизабет Ридезел, фрайин цу Айзенбах (1742 – 1811). Те имат пет деца:
- Ото II (1799 – 1872), граф на Золмс-Лаубах, женен на 11 септември 1832 г. в Нойвид за принцеса Луитгарда Вилхелмина Августа фон Вид (1813 – 1870), дъщеря на княз Йохан Август Карл фон Вид-Изенбург (1779 – 1836) и принцеса София Августа фон Золмс-Браунфелс (1796 – 1855)
- Райнхард (1801 – 1870), граф на Золмс-Лаубах, женен на 20 октомври 1836 г. в Бюдинген за принцеса Ида фон Изенбург-Бюдинген-Бюдинген (1817 – 1900), дъщеря на княз Ернст Казимир I фон Изенбург и Бюдинген (1781 – 1852) и графиня Фердинанда фон Ербах-Шьонберг (1784 – 1848)
- Рудолф (1803 – 1884), граф на Золмс-Лаубах
- Георг (1805 – 1870), граф на Золмс-Лаубах
- Отилия (1807 – 1884), омъжена на 6 май 1828 г. в Лаубах за княз Фердинанд фон Золмс-Браунфелс (1797 – 1873), син на княз Вилхелм фон Золмс-Браунфелс (1759 – 1837) и Августа Франциска фон Салм-Грумбах (1771 – 1810)